# Mandapam
Mandapam är en ort i Indien.   Den ligger i distriktet Rāmanāthapuram och delstaten Tamil Nadu, i den södra delen av landet, 2 200 km söder om huvudstaden New Delhi. Mandapam ligger 6 meter över havet och antalet invånare är 15 073.
Terrängen runt Mandapam är mycket platt. Havet är nära Mandapam österut.  Närmaste större samhälle är Pāmban, 9,6 km öster om Mandapam. 